# Ahmed Hamada
Ahmed Hamada Jassim (18 settembre 1961) è un ex ostacolista bahreinita.
È stato il primo rappresentante del Bahrein a vincere una medaglia ai Giochi asiatici nonché il primo bahreinita vincitore di una medaglia d'oro nella stessa manifestazione, rispettivamente nelle edizioni di Nuova Delhi 1982 e Seul 1986. Ha conquistato inoltre due medaglie d'oro e una di bronzo ai Campionati asiatici di atletica leggera, tre d'oro ai Campionati arabi e due d'oro ai Giochi panarabi.
Ahmed Hamada ha gareggiato in due edizioni dei Giochi olimpici: la prima volta a Los Angeles 1984 in occasione della prima partecipazione del Bahrein ai Giochi, la seconda a Seul 1988 dove fu portabandiera per il suo paese alla cerimonia di apertura. Anni dopo aver cessato l'attività agonistica fece nuovamente da portabandiera alle Olimpiadi di Atene 2004.

## Palmarès
| Anno | Manifestazione      | Sede        | Evento         | Risultato | Prestazione | Note |
| ---- | ------------------- | ----------- | -------------- | --------- | ----------- | ---- |
| 1981 | Campionati arabi    | Tunisi      | 400 m ostacoli | Oro       |             |      |
| 1982 | Giochi asiatici     | Nuova Delhi | 400 m ostacoli | Bronzo    |             |      |
| 1983 | Campionati asiatici | Kuwait City | 400 m ostacoli | Oro       |             |      |
| 1983 | Campionati asiatici | Kuwait City | 110 m ostacoli | Bronzo    |             |      |
| 1983 | Campionati arabi    | Amman       | 110 m ostacoli | Oro       |             |      |
| 1983 | Campionati arabi    | Amman       | 400 m ostacoli | Oro       |             |      |
| 1985 | Campionati asiatici | Giacarta    | 400 m ostacoli | Oro       |             |      |
| 1985 | Giochi panarabi     | Rabat       | 110 m ostacoli | Oro       |             |      |
| 1985 | Giochi panarabi     | Rabat       | 400 m ostacoli | Oro       |             |      |
| 1986 | Giochi asiatici     | Seul        | 400 m ostacoli | Oro       |             |      |